# سیسیمیترس (سردار سغدی)
سیسیمیترس (به انگلیسی: Sisimithres)، که در برخی از منابع با کورینس (به انگلیسی: Chorienes) یکسان دانسته شده است، یکی از اشراف سغدی و مخالف اسکندر مقدونی بود. به گفته آریان، هنگامی که اسکندر در راه هندوستان به شهر سبز در سغد (ازبکستان امروزی) رسید، در اوایل سال ۳۲۷ قبل از میلاد، کل منطقه را به خوبی برای دفاع آماده کرد. نبردهای اسکندر در سغد، در نتیجه زمان‌شناسی مغشوش لشکرکشی‌ها در باختری و سغد، محل بحث است. حکایت آریان، تضادهای بسیاری با حکایت کورتیوس دارد. طبق داستانی که توسط پلوتارک نقل شده است، اسکندر با بازی زیرکانه سیسیمیترس را شکست داد.

## منبع‌شناسی
- خلاصه متس نویسنده ناشناس، سیسیمیترس به عنوان ارباب شهر سبز شناخته شده است.[۱]
- تاریخ اسکندر مقدونی نویسنده کورتیوس (قرن اول میلادی)، این مورخ در کتاب تاریخ خود بیان می‌کند که فرماندار سغد «سیسیمیترس» دو پسر از مادر خود داشت.[۲][۳]
- زندگی اسکندر نویسنده پلوتارک (زندگی حدود ۴۶–۱۲۷ میلادی): یکی از پنج منبع ثالثی موجود دربارهٔ اسکندر مقدونی است. مهم‌ترین موضوع تاریخی این است که اسکندر برای بربرها تمدن آورد و آنها را انسان کرد. این موضوع با جزئیات بیشتر در کتاب ثروت و فضیلت اسکندر ادامه یافته است.[۴]
- آناباسیس اسکندر نویسنده آریان (زندگی ۱۶۰–۸۶ میلادی)، مورخ یونانی، که دربارهٔ لشکرکشی‌های اسکندر مقدونی نوشته شده است و مهم‌ترین منبع تاریخی در مورد اسکندر به‌شمار می‌رود.
- مظهر تاریخ فیلیپی پومپیوس تروگوس: جلد اول: کتاب‌های ۱۲–۱۱: اسکندر مقدونی نویسنده ژوستن (قرن دوم میلادی)، یکی از پنج منبع اصلی تاریخ اسکندر مقدونی را تشکیل می‌دهد.[۵]

## فرضیه یکسان بودن سیسیمیترس با کورینس
بنا به گفته تاریخ اسکندر مقدونی سیسیمیترس ساتراپ ناحیه شهر سبز در سغد بود و برای استحکام بخشیدن به گذرگاه‌های کشورش و صعب العبور ساختن آنها تلاش زیادی کرده بود.
از گزارش‌های مختلف مشخص می‌شود که سیسیمیترس همان شخصی بود که آریان او را «کورینس» می‌نامید، علیرغم نظر این مورخ ای. بی باسورث (A. B Bosworth) اعتقاد دارد که این دو نام متعلق به دو نفر است. کورتیوس، استرابون و پلوتارک، حریف اسکندر در محاصره صخره سغدی را «سیسیمیترس» نامیدند. به نظر ویلهلم گایگر «کورینس» لقبی است که به مکان منشأ سیسیمیترس اشاره دارد، در محتمل تر به نظر می‌رسد که کورینس نام مکانی بوده یا اشاره به مکانی داشته باشد و مورخان اسکندر که آریان بر آنها تکیه کرده است آن را با نام صاحب مکان اشتباه گرفته باشند؛ بنابراین آنها "صخره (یعنی در) کورینس (نام محل)" را به معنای «صخره متعلق به کورینس» فهمیدند.

## پیشینه
در کتاب یک سال گمشده در تاریخ اسکندر بزرگ آمده است که در بهار ۳۲۸ اسکندر مقدونی در نقطه حساسی از کار خود قرار داشت. در تابستان گذشته، او خیلی سریع به منطقه سغد هجوم آورده بود و مقاومت مردم محلی در برابر قدرت خود را دست کم گرفته بود. در نتیجه، هنگامی که او با گروه‌های عشایری در سواحل سیردریا درگیر بود، کل ساتراپی پرجمعیت باختر-سغد، از حاشیه‌های هندوکش در جنوب تا شهرهای مرزی به شورش برخاستند.

## محاصره صخره سغدی

### زمینه تاریخی
سغد احتمالاً تا سال ۴۰۰ پیش از میلاد تحت کنترل هخامنشیان باقی مانده بود و در آن زمان بود که شورشی در آن منطقه روی داد که منجر به استقلال سغد شد. احتمالاً وقایع پرآشوب آغاز شاهنشاهی اردشیر دوم، این فرصت را برای سغدیان فراهم کرده است. در این دوران همچنین مصر نیز بر شاه بزرگ شورید و استقلال خود را پس گرفت. اما برخلاف مصریان که مدتی بعد دوباره تحت فرمان شاهنشاهی هخامنشی درآمدند، سغد تا زمان فتح منطقه توسط اسکندر مستقل باقی ماند.
به گفته آریان (مورخ)، هنگامی که اسکندر در اوایل سال ۳۲۷ قبل از میلاد در راه هندوستان به شهر سبز در سغد رسید، متوجه شد که کل منطقه به خوبی برای دفاع آماده شده است و جاده پیش رو توسط دژهای قوی محافظت می‌شود. اولین وظیفه سیسیمیترس این بود که خود را فرمانده «صخره سغدی» کند، جایی که رئیسی به نام آریمازس فرماندهی می‌کرد و خانواده وخش‌ارد/اکسیارتس، یکی از اشراف بزرگ کشور، در آن پناه گرفته بودند.

### محل صخره‌ها

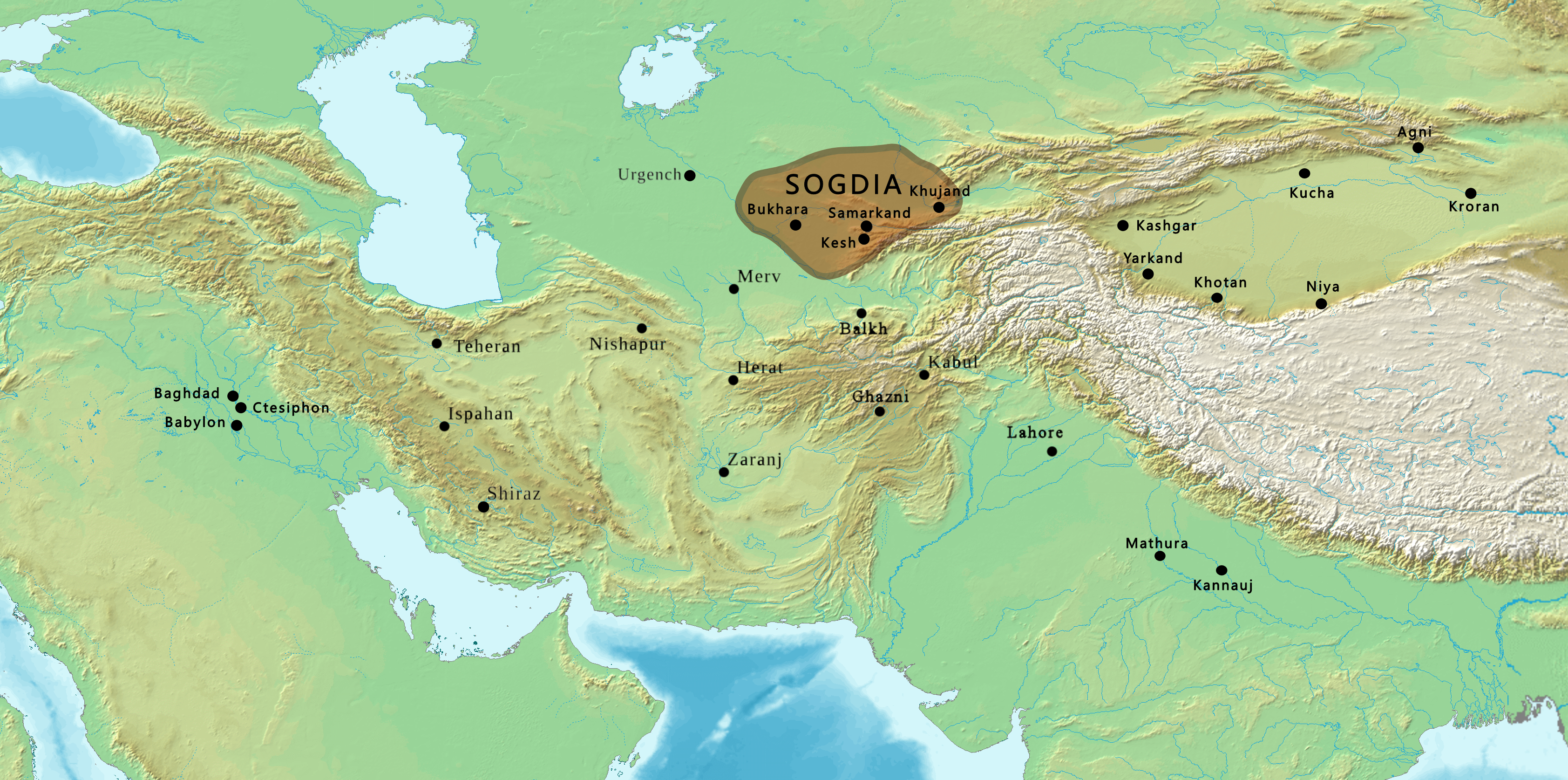
نقشه سغد

در میان منابع ادبی سردرگمی قابل توجهی یافت می‌شود. در تاریخ کورتیوس، اولین صخره، صخره آریمازس نام دارد. مهم‌تر از همه، موضوع به دلیل شناسایی درست شخصیت کورینس یا سیسیمیترس موضع تعیین محل بسیار پیچیده شده است.
- بر اساس توصیف کورتیوس، فون شوارتز صخره سغدی (یا صخره آریمازس) را در کوه بایسونتو، در حدود ۲۰ کیلومتری شرق دربند (تاجیکستان) پیدا کرد.[۱۰]
- صخره سغدی شاید نزدیکی شهر سبز قرار داشت، باید در منطقه کوهستانی جنوب ازبکستان در کنار رود کشک‌دریا یا در غرب تاجیکستان در اطراف پنج‌کند بوده باشد.[۱۱]
- صخره سغدی در کوه نور در رشته کوهی در جنوب فیض‌آباد (افغانستان) در شمال شرقی افغانستان بوده است.[۱۱]
- آمده است که صخره در بخشی از سغد بود که تقریباً با ناحیه فعلی دربند (تاجیکستان) مطابقت داشت. «صخره» به احتمال زیاد کوهی است که اکنون کوه نور نامیده می‌شود و رود مجاور آن رود وخش (در تاجیکستان) یکی از شاخه‌های آمودریا (Oxus) است.[۱]
- فون شوارتز نیز صخره کورینس یا سیسیمیترس را با کوه نور، در حدود ۸۰ کیلومتری جنوب شرقی دوشنبه (تاجیکستان) شناسایی کرد.[۱۰]

### ۳۰۰ مرد بالدار
طبق داستانی که توسط پلوتارک نقل شده است، اسکندر با بازی زیرکانه سیسیمیترس را شکست داد. اسکندر داوطلبانی را خواست که اگر بتوانند از صخره‌های زیر قلعه که سیسیمیترس از آن دفاع می‌کرد، بالا بروند. حدود ۳۰۰ مرد بودند که از محاصره‌های قبلی در صخره‌نوردی تجربه کسب کرده بودند. آنها با استفاده از میخ چادر و کتان، شبانه از صخره بالا رفتند اگر چه در طول صعود حدود ۳۰ نفر از افراد خود را از دست دادند. طبق دستور اسکندر، آنها موفقیت خود را با تکان دادن تکه‌های پارچه کتان به سربازان مدافع قلعه که زیر باقی مانده بودند، نشان دادند و اسکندر کسی را فرستاد تا به مدافعان بگوید که اگر به بالا نگاه کنند، آنها خواهند دید که او «مردان بالدار» خود را پیدا کرده است. در نهایت آریمازس تسلیم شد. در میان کسانی که اسیر شده بودند، دختر زیبای وخش‌ارد روشنک (همسر اسکندر)/رکسانا، بود که اسکندر پس از آن با او ازدواج کرد.

## نبرد صخره سیسیمیترس/کورینس
ارتش مقدونی سپس به کشور پاریتاکای (پارسیتاکای) حرکت کرد، جایی که اشراف محلی به رهبری سیسیمیترس در قلعه‌ای مستقر شده بودند. این قلعه توسط صخره‌ها احاطه شده و تقریباً غیرقابل دسترس بود. برای تصرف قلعه ابتدا لازم بود دره اطراف قلعه پر شود. اسکندر خود در روز و سه ژنرال اصلی او، پردیکاس، لئوناتوس و بطلمیوس، در نوبت‌های شب بر کار نظارت می‌کردند. تکمیل این کار زمان زیادی به درازا کشید و به دلیل هوای سخت زمستانی و برف سنگین دشوارتر شد، اما زمانی که سطح زمین در دره به اندازه تیراندازی به طرف ساکنان قلعه بالا رفت، سیسیمیترس نگران شکست شد و شروع به مذاکره کرد. اسکندر وخش‌ارد را که در آن هنگام اسیر بود، فرستاد تا سیسیمیترس را به تسلیم ترغیب کند. سیسیمیترس به دنبال توصیه وخش‌ارد و پس از تردید زیاد و برخلاف توصیه مادرش، سرانجام تصمیم به تسلیم گرفت.
آریان و کورتیوس بر اعتماد کامل سربازان به اسکندر تأکید می‌کنند اما پلوتارک اشاره واضحی به تضعیف روحیه بزرگ سپاهیان اسکندر در حین محاصره دارد.

### پس از تسلیم
در شرایط سخت آب و هوایی سرد تصرف دو صخره اتفاق افتاد. آریان می‌گوید ساکنان صخره سغدی مصلوب یا به بردگی کشیده شدند، در حالی که آنهایی که در صخره کورین/سیسیمیترس بودند متحدان اسکندر شدند. با این حال، خلاصه متس گزارش می‌دهد که آریامازس توسط شهروندان خود کشته شده است که در ازای آن شهروندان توسط اسکندر بخشوده شدند.
اسکندر او را دوستانه پذیرفت و شخصاً برای تصرف قلعه به آنجا رفت. او متعاقباً سیسیمیترس را به عنوان فرماندار قلعه و قلمرو اطراف آن که قبلاً متعلق به او بود، بازگرداند و سیسیمیترس متعهد شد که برای دو ماه غذا و علوفه ارتش فاتح را تأمین کند. اسکندر او را به عنوان فرماندار بازگرداند و چشم‌انداز استان مهمتری را برای او در نظر گرفت. سیسیمیترس تعداد زیادی حیوان بارکش و ۲۰۰۰ شتر را به اسکندر تحویل داد، که متعاقباً اسکندر پس از فتح سکاها ۳۰۰۰۰ حیوان باری که به عنوان غنیمت از سکاها گرفته شده بود، را به آنها هدیه داد.
استرابون خیانت یک جناح محلی و حضور راهنماهای مؤمن محلی را عامل پیروزی اسکندر در سغد می‌داند. این شاید به ما اجازه دهد که در استرابون رئالیسم تاریخی خاصی را پیدا کنیم که در آریان وجود ندارد، او در عوض تحت تأثیر حذف ابزاری بطلمیوس یکم سوتر از رفتار کمتر شرافتمندانه مقدونی هاست. باید پیچ و خم‌های تبلیغات مقدونی کنار گذاشته شود، دلایل واقعی «فتح» صخره‌ها احتمالاً خیانت برخی از رهبران مقاومت، همراه با اتحاد با کورینس/سیسیمیترس و پدر رکسانا با اسکندر بوده است. وقتی اسکندر صخره‌ها را «تسخیر» کرد و با رکسانا ازدواج کرد، چریک‌های سغدی به آرامی ضعیف شدند. تنها پس از این رویدادها و به لطف استراتژی اتحاد با اشراف محلی، مقدونی‌ها از باتلاق سغد بیرون آمدند و حرکت خود را به سوی هند آغاز کردند.
کورتیوس در زمان تسلیم وخش‌ارد را یک ساتراپ می‌نامد، هرچند که منطقه کنترل او ذکر نشده است. او وضعیت وخش‌ارد را پس از تسلیم به این نحو شرح می‌دهد:
وخش‌ارد خود را تحت اقتدار و حفاظت پادشاه قرار داد، پس از آن اسکندر موقعیت خود را به او بازگرداند و فقط از سه پسر وخش‌ارد خواست که دو پسر او در لشکرکشی‌هایش به او بپیوندند. در واقع، ساتراپ پسری را که از رفتن به جنگ رها شده بود نیز به او متعهد کرد. وخش‌ارد ضیافتی با اسراف معمولی بربرها ترتیب داده بود و در آن از اسکندر پذیرایی کرد. در حالی که او ضیافت را با با شوق و گرمی برگزار می‌کرد، سی زن اشرافی جوان را آورد که یکی از آنها دختر خودش رکسانا بود، زنی با زیبایی ظاهری قابل توجه با رفتاری باوقار که به ندرت در میان بربرها یافت می‌شود.
بعداً او می‌گوید که اسکندر وخش‌ارد را به عنوان «فرماندار» منطقه باختر ترک کرد.

## بازنگری تاریخی
سردرگمی در میان منابع ادبی قابل توجه است؛ بنابراین هیچ قطعیتی در مورد خاستگاه‌شناسی یا تاریخ‌های احتمالی وجود ندارد. کلیفورد ادموند باسورث ذکر می‌کند که ناپیوستگی در روایت آریان، در مقایسه با پیچیدگی روایت کورتیوس، که انسجام و تفصیل بیشتری دارد به چشم می‌خورد. در مورد صحت اینکه مدافعان حمله اسکندر در سغد به مقدونی‌ها تسلیم شدند و در عوض نجات یافتند یا در مورد معنای شهادت عجیب کورتیوس که پس از این محاصره‌ها، ارتش مقدونی توسط دشمن سابق سیسیمیترس نجات یافت، تردید وجود دارد. هر دو تفسیر ممکن است به تفسیرهای گمراه کننده از منابع تاریخی بستگی داشته باشد و تا حدودی تأثیرات سیاسی رویدادهای معاصر (یعنی توسعه‌طلبی روس‌ها و بریتانیا در آسیای مرکزی) قرار گرفته باشد علیرغم حکایت پرشور آریان و کورتیوس، به احتمال زیاد اسکندر در پیروزی در لشکرکشی خود با مشکلات زیادی روبرو بوده است. تمسخر بربرها و اغراق در در قدرت نظامی مقدونیه در این حکایت مشهود است. آنها توانستند با کمک «۳۰۰ مرد بالدار» از یک دیوار صخره‌ای برفی به ارتفاع ۳۶۰۰ یا ۵۴۰۰ متر (طبق منابع مختلف) تنها در یک یا دو روز با ابزار ابتدایی میخ و طناب بالا بروند که باورکردن آن مشکل است. در روایات مبسوط آریان و کورتیوس تناقضاتی را می‌توان یافت. در روایت‌های آنها از یک طرف در قدرت و توانایی‌های سپاه اسکندر ممکن است اغراق‌های ادبی وجود داشته باشد و از طرف دیگر این گمان وجود دارد که در واقع اسکندر در پیشروی خود با مقاومت و مخالفت نظامی قابل توجهی از سوی مدافعان سغدی، بسیار قوی تر از آنچه توسط مورخان باستان و مدرن ادعا شده، روبرو شده باشد.